# Elmar Wepper
Elmar Wepper (Augsburg, 16 april 1944 – München, 31 oktober 2023) was een Duitse acteur.

## Levensloop

### Jeugd en opleiding
Elmar Wepper werd geboren als de zoon van Friedrich Karl Wepper, die in het begin van 1945 als vermist werd opgegeven. Hij was de jongere broer van de acteur Fritz Wepper en had zijn eerste kleine filmoptreden in 1957. Als 14-jarige speelde hij voor de eerste keer bij het theater Die Kleine Freiheit, nadat hij eerder bij de radio had meegewerkt. In feite wilde hij echter medicijnen studeren. Hij voltooide zijn eindexamen en volbracht vervolgens zijn militaire dienstplicht, voordat hij zich bedacht en theaterwetenschap en germanistiek ging studeren.

### Carrière
Wepper was vooral theateracteur en stemacteur. In 1974 kon hij zich als tv-acteur waarmaken, toen hij in de populaire serie Der Kommissar zijn broer Fritz opvolgde. Uitzonderlijke successen vierde hij in de tv-series Polizeiinspektion 1, Irgendwie und Sowieso, Unsere schönsten Jahre en Zwei Münchner in Hamburg als partner van Uschi Glas. Ook leende hij zijn stem aan de dierenarts James Herriot in de eerste drie seizoenen van de tv-serie All Creatures Great and Small.
Als stemacteur werd hij veel gevraagd. Hij leende zijn stem aan internationale sterren, zoals Mel Gibson, Gene Wilder, Dudley Moore en Ryan O'Neal. Ook Walter Koenig, Pavel Chekov uit Star Trek, werd door Wepper zowel in de serie als in de bioscoopfilm gesynchroniseerd.

### Sociale betrokkenheid
Wepper engageerde zich in de stichtingsraad van de Tabaluga-kinderstichting voor kinderen in nood en was een officieel benoemde ambassadeur voor de Deutsche José Carreras Leukämie-Stiftung
Hij werkte aan de zijde van topkok Alfons Schuhbeck mee in het kookprogramma Schuhbecks bij de BR.

### Privéleven
Elmar Wepper was getrouwd en kreeg een zoon. Wepper werd 79 jaar oud.

## Onderscheidingen en nominaties
Voor zijn rol als kankerpatiënt, die in de film Kirschblüten – Hanami van Doris Dörrie wordt geconfronteerd met de plotselinge dood van zijn echtgenote, ontving Wepper in 2007 de Beierse Filmprijs en in 2008 de Duitse Filmprijs als beste hoofdrolspeler. In hetzelfde jaar werd hij ook genomineerd voor de Europese Filmprijs.
- 1990: Zilveren Bambi (tijdschrift Bild & Funk)
- 2007: Beierse filmprijs als "beste hoofdrolspeler" voor Kirschblüten – Hanami
- 2008: Duitse filmprijs als "beste hoofdrolspeler" voor Kirschblüten – Hanami
- 2009: Prijs van de Duitse filmcritici als "beste acteur" voor Kirschblüten – Hanami[7]
- 2009: Bayerischer Verdienstorden
- 2009: Orde Wider die Neidhammel van de Nürnberger Luftflotte des Prinzen Karneval
- 2016: Bayerischer Poetentaler

## Filmografie (selectie)

### Bioscoop
- 1957: Heute blau und morgen blau
- 1970: Schmetterlinge weinen nicht
- 1990: Café Europa
- 1994: Wolpodzilla - Der Schrecken vom Tegernsee
- 2001: Space Zoo
- 2001: Lammbock - Alles in Handarbeit
- 2004: Der Fischer und seine Frau
- 2005: Siegfried
- 2005: Vom Suchen und Finden der Liebe
- 2008: Kirschblüten – Hanami
- 2011: Dreiviertelmond
- 2014: Alles ist Liebe
- 2014: Zwei allein
- 2017: Lommbock
- 2018: Grüner wird's nicht, sagte der Gärtner und flog davon
- 2019: Kirschblüten und Dämonen

### Televisie
- 1960: Ein Weihnachtslied in Prosa oder Eine Geistergeschichte zum Christfest
- 1961-1062: Unternehmen Kummerkasten (televisieserie, 10 afleveringen)
- 1962: Die Feuertreppe
- 1974–1976: Der Kommissar (televisieserie, 27 afleveringen))
- 1974: Ein unheimlich starker Abgang
- 1976: Die Leute von Feichtenreut
- 1977–1988: Polizeiinspektion 1
- 1978: Zeit zum Aufstehen (tweedelige serie)
- 1979/1986/1987: Der Millionenbauer
- 1979: Der große Karpfen Ferdinand
- 1979: Tatort – Ende der Vorstellung
- 1980: Der Alte - Mord nach Plan (televisieserie)
- 1982: Der Komödienstadel: Die Tochter des Bombardon
- 1983: Das Traumschiff: Marrakesch (televisieserie)
- 1983–1985: Unsere schönsten Jahre
- 1984 en 1988: Die Wiesingers
- 1985: Schöne Ferien - Urlaubsgeschichten aus Sri Lanka und von den Malediven (televisieserie)
- 1985: Beinah Trinidad
- 1986: Irgendwie und Sowieso
- 1987: Das Hintertürl zum Paradies
- 1989–1993: Zwei Münchner in Hamburg (televisieserie)
- 1992: Happy Holiday - Das Foto (televisieserie)
- 1994–2000: Zwei Brüder (televisieserie)
- 1994: Der Heiratsvermittler
- 1994: Florian III (televisieserie)
- 1994: Unsere Schule ist die Beste (televisieserie, 16 afleveringen)
- 1996: Das Traumschiff – Hawaii (televisieserie)
- 1999: Einmal leben
- 2002: Das Traumschiff – Chile und die Osterinseln (tv-reeks)
- 2003: Mutter kommt in Fahrt (tv)
- 2004: Utta Danella – Plötzlich ist es Liebe (tv-reeks)
- 2004: Im Zweifel für die Liebe
- 2004: Der Traum vom Süden
- 2005: Die Sturmflut
- 2005: Mathilde liebt
- 2005: Tatort – Tod auf der Walz
- 2006: Das Traumschiff – Botswana (tv-reeks)
- 2006: Leo
- 2006-2009: Zwei Ärzte sind einer zu viel
- 2007: Unter Mordverdacht
- 2007: Ich heirate meine Frau
- 2010: Ich trag dich bis ans Ende der Welt
- 2010: Hopfensommer
- 2011: Das unsichtbare Mädchen
- 2011: Adel Dich
- 2014: Zwei allein

## Nasynchronisatie
Mel Gibson
- 1979: Mad Max als 'Mad' Max Rockatansky
- 1981: Mad Max II – Der Vollstrecker als 'Mad' Max Rockatansky
- 1985: Mad Max – Jenseits der Donnerkuppel als 'Mad' Max Rockatansky
- 1987: Lethal Weapon – Zwei stahlharte Profis als Martin Riggs
- 1988: Tequila Sunrise als Dale 'Mac' McKussic
- 1989: Brennpunkt L.A. als Martin Riggs
- 1992: Forever Young als Capt. Daniel McCormick
- 1992: Brennpunkt L.A. – Die Profis sind zurück als Martin Riggs
- 1995: Braveheart als William Wallace
- 1997: Fletchers Visionen als Jerry Fletcher
- 1998: Lethal Weapon 4 als Martin Riggs
- 1999/2006: Payback – Zahltag als Porter
- 2000: The Million Dollar Hotel als Detective Skinner
- 2000: Der Patriot als Benjamin Martin
- 2000: Was Frauen wollen als Nick Marshall
- 2000: Die Simpsons (televisieserie, 11x01) als Mel Gibson
- 2002: Signs – Zeichen als Rev. Graham Hess
- 2003: The Singing Detective als Dr. Gibbon
- 2010: Auftrag Rache als Thomas Craven
- 2011: Der Biber als Walter Black
- 2012: Get the Gringo als Fahrer
- 2013: Machete Kills als Luther Voz
- 2014: The Expendables 3 als Conrad Stonebanks
- 2017: Daddy’s Home 2 – Mehr Väter, mehr Probleme! als Kurt

Ryan O’Neal
- 1972: Is’ was, Doc? als Dr. Howard Bannister
- 1976: Nickelodeon als Leo Harrigen
- 1978: Driver als de chauffeur
- 1979: Was, du willst nicht? als Eddie 'Kid Natural' Scanlon
- 1981: Der ausgeflippte Professor als Bobby Fine
- 1982: Zwei irre Typen auf heißer Spur als sgt. Benson
- 1989: Ein himmlischer Liebhaber als Philip Train

Walter Koenig als Pavel Chekov
- 1974, 1987–1988: Raumschiff Enterprise (televisieserie, 36 afleveringen)
- 1979: Star Trek: Der Film
- 1982: Star Trek II: Der Zorn des Khan
- 1986: Star Trek IV: Zurück in die Gegenwart
- 1989: Star Trek V: Am Rande des Universums
- 1991: Star Trek VI: Das unentdeckte Land
- 1994: Star Trek: Treffen der Generationen

John Heard als Peter McCallister
- 1990: Kevin – Allein zu Haus
- 1992: Kevin – Allein in New York

### Films
- 1936 (gesynchroniseerd in 1986): Spencer Tracy in Blinde Wut als Joe Wilson
- 1972: Bruce Lee in Todesgrüße aus Shanghai als Chen
- 1973: Michael York in Der verlorene Horizont als George Conway
- 1973: Bernard Alane in Cagliostro als Baron Philippe von Taverney
- 1978: Peter Garell in Holocaust – Die Geschichte der Familie Weiss als Yuri (Partizaan)
- 1979: Patrick Laplace in Der Graf von Monte Christo als Albert de Moncerf
- 1982: Dudley Moore in Ein Hauch von Glück als Patrick Dalton
- 1983: Philip Anglim in Die Dornenvögel als Dane
- 1992: Treat Williams in Blut auf seidener Haut als Alan Masters
- 2002: Tim Allen in Jede Menge Ärger als Elliott Arnold

### Televisieseries
- 1978–1991: Gareth Hunt in Mit Schirm, Charme und Melone als Mike Gambit (1e stem)
- 1979–1981: Christopher Timothy in Der Doktor und das liebe Vieh als James Herriot (1e stem)
- 1986–1988: John Callahan in Falcon Crest als Eric Stavros
- 1987: Dirk Benedict in Das A-Team als Lt. Templeton 'Faceman' Peck (1e stem ARD)

## Hoorspelen
- 2000: Gordian Beck: Lauter nette Menschen – Regie: Christoph Dietrich (misdaadhoorspel – BR)

- Bibsys: 9021242
- Biblioteca Nacional de España: XX4899444
- Bibliothèque nationale de France: cb16193622q (data)
- Catàleg d'autoritats de noms i títols de Catalunya: 981060742470906706
- Gemeinsame Normdatei: 140683364
- International Standard Name Identifier: 0000 0001 2032 393X
- Library of Congress Control Number: no2009113371
- MusicBrainz: 805b6ead-f589-4f9d-a09c-808cef01e4a8
- Nationale Bibliotheek van Tsjechië: pna2011646971
- Nationale Bibliotheek van Israël: 987007421965605171
- Nederlandse Thesaurus van Auteursnamen: 318709619
- Système universitaire de documentation: 155555855
- Virtual International Authority File: 107567448
- WorldCat: E39PBJwhyW8vcXWRD9hc6yM773